# Partido Comunista Maoísta (França)

Partido Comunista Maoista da França

O Partido Comunista Maoista é um partido político marxista-leninista-maoísta defensor do Principalmente Maoismo que surgiu na França em 2015. O Partido é parte do Movimento Comunista Internacional.